# Jack Young
Jack Young (Belfast, 11 oktober 2001) is een Noord-Iers autocoureur.

## Carrière
Young begon zijn autosportcarrière in het karting in 2011, waarin hij tot 2016 actief bleef. In zijn eerste jaar werd hij hier kampioen in het British Super One Honda Cadet Championship. In 2017 maakte hij de overstap naar de juniorklasse van de Britse Renault Clio Cup. Alhoewel hij enkel op het Pembrey Circuit een overwinning boekte, zorgden constante top 5-finishes ervoor dat hij met 165 punten kampioen werd in de klasse.
In 2018 stapte Young over naar de hoofdklasse van de Britse Renault Clio Cup, waarin hij op Brands Hatch een pole position en een snelste ronde behaalde. Desondanks werd hij slechts vijftiende in het eindklassement met 46 punten, een positie die mede veroorzaakt werd door drie uitvalbeurten in acht races. Aan het eind van het jaar won hij de internationale Renault Clio Cup.
In 2019 bleef Young actief in de Britse Renault Clio Cup. In achttien races behaalde hij zeven overwinningen en vijf andere podiumplaatsen, waardoor hij met 362 punten kampioen werd. Tevens debuteerde hij dat jaar in de TCR Europe Touring Car Series bij het team Vuković Motorsport in een Renault Mégane R.S TCR tijdens het raceweekend op het Circuit de Barcelona-Catalunya als vervanger van de teleurstellende John Filippi. Waar Filippi vaak moeite had om punten te scoren, behaalde Young tijdens het weekend twee vierde plaatsen, waardoor hij met 54 punten op plaats 22 in het klassement eindigde. Hij moest het laatste raceweekend echter weer missen vanwege zijn verplichtingen in de Clio Cup en hij werd vervangen door Guilherme Salas.
In 2020 maakte Young zijn debuut in de World Touring Car Cup, waarin hij voor Vuković uitkwam in een Renault Mégane R.S. TCR. Na twee raceweekenden was hij, mede vanwege technische problemen, de enige coureur die nog geen punten had gescoord. Hierna verliet hij het team en werd hij voor de rest van het seizoen vervangen door Aurélien Comte. Hij eindigde puntloos op de 24e en laatste plaats in het kampioenschap.